# Iuaca nigromaculata
Iuaca nigromaculata là một loài bọ cánh cứng trong họ Cerambycidae.